# Oštra Stijena
Oštra Stijena (cyr. Оштра Стијена) – wieś w Serbii, w okręgu zlatiborskim, w gminie Prijepolje. W 2011 roku liczyła 34 mieszkańców.